# Conistorgis

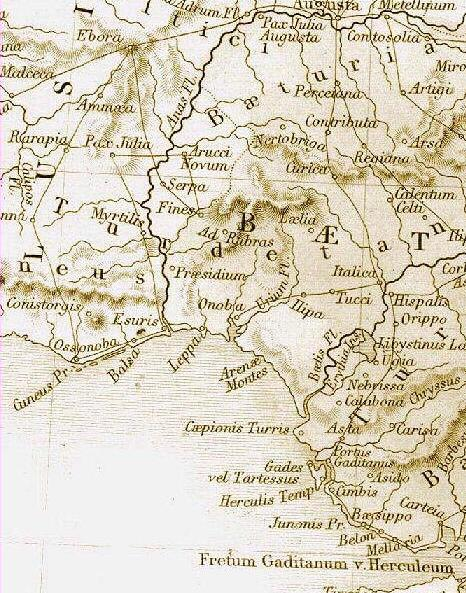
Mapa del Golfo de Cádiz en la antigüedad, mostrando parte de las provincias romanas de Lusitania y Bética. Conistorgis tuvo una localización indeterminada al norte de Ossonoba (actual Faro, Portugal.

Conistorgis o Conisturgis fue la principal ciudad u oppidum de los conios. Su localización se desconocía, atribuyéndose a distintas localidades del sur del actual Portugal, como Beja; y recientemente ha sido identificada con Medellín (Badajoz), en la actual España.
Los conios se aliaron con los romanos y por eso su principal ciudad fue saqueada por los lusitanos de Cauceno en la guerra contra la República romana.